# NGC 1746
NGC 1746 est un amas ouvert situé dans la constellation de la Taureau. Il a été découvert par l'astronome germano-britannique William Herschel en 1785.
NGC 1746 est situé à environ 760 pc (∼2 480 al) du système solaire et les dernières estimations donnent un âge de 155 millions d'années. Le diamètre apparent de l'amas est de 40,0 minutes d'arc, ce qui, compte tenu de la distance, donne un diamètre réel d'environ 8,7 années-lumière.
Notons que NGC 1746 est considéré comme un groupe d'étoiles par le professeur Seligman et par Wolfgang Steinicke sur le site de SEDS. Une étude parue en 1998 montre aussi l'absence d'évidences que NGC 1746 est un amas ouvert. 

## Observation
NGC 1746 est visible aux jumelles, à 5 degrés au sud-ouest de β Tauri, dans une région relativement pauvre en étoiles à cause de la présence d'une nébuleuse obscure.
Situé juste au-dessus de l'écliptique, l'amas est occulté ou traversé assez fréquemment par la Lune ou une planète du système solaire ; sa déclinaison de 24° N fait qu'il est invisible en Antarctique mais circumpolaire au-dessus du cercle arctique.